# Gourbeyre

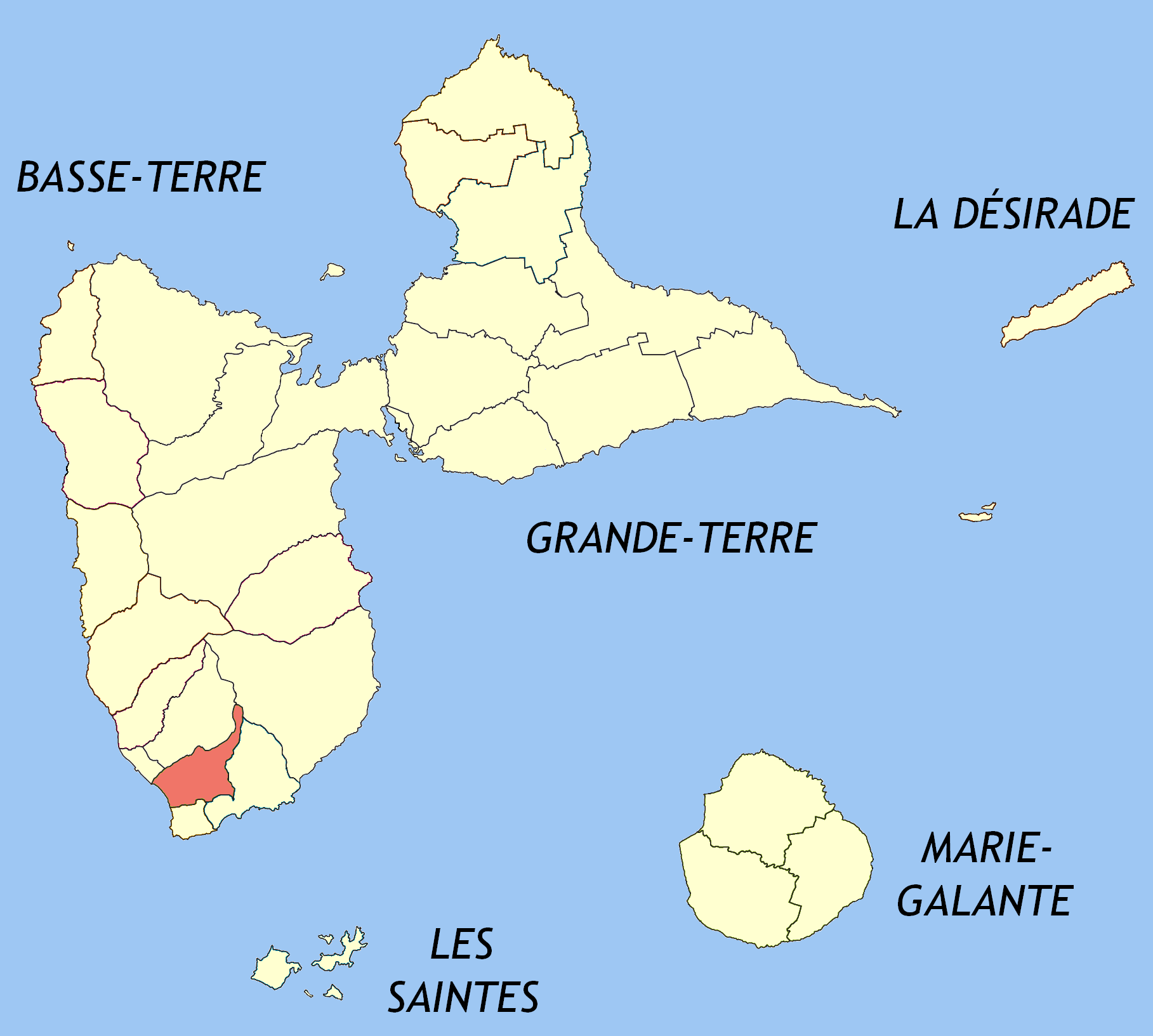
Localització de Gourbeyre a la Guadalupe

Gourbeyre  és un municipi francès, situat a Guadalupe, una regió i departament d'ultramar de França situat a les Petites Antilles. L'any 2006 tenia 8.033 habitants. Limita al nord amb Saint-Claude, a l'est amb Trois-Rivières i al sud amb Vieux-Fort.

## Demografia
| 7.632                                      | 8.033 |
| Des de 1962: població sense dobles comptes |       |

## Administració
| Període   | Identitat              | Partit        |
| --------- | ---------------------- | ------------- |
| 1932-1977 | Amédée Valeau          |               |
| 1977-1987 | Euloge Noglotte        |               |
| 2005-2008 | Lucette Michaux-Chevry | RPR           |
| 2008-     | Luc Adémar             | Divers droite |